# Porcherie (film)
Pour les articles homonymes, voir Porcherie.
Pour plus de détails, voir Fiche technique et Distribution.
Porcherie (Porcile) est un film italo-français réalisé par Pier Paolo Pasolini, sorti en 1969.

## Résumé
Deux histoires sont entrelacées dans un montage parallèle : dans la première, une famille de la haute-bourgeoisie allemande, dirigée par un père nazi, renoue avec son passé tandis que le fils entretient des relations zoophiles avec des porcs ; dans la seconde, un jeune homme affamé s'égare sur les flancs désertiques d'un volcan en activité, où il devient cannibale ; à lui se joignent d'autres individus : tous seront faits prisonniers et condamnés à mort.

### Épisode de Julian

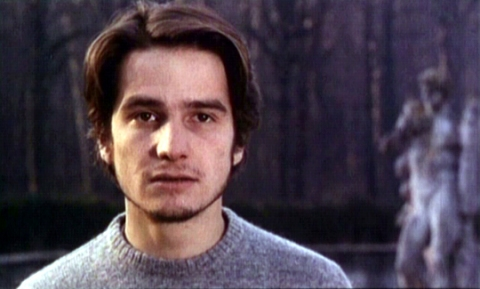
Julian (Jean-Pierre Léaud), le fils.

En 1967, dans une villa allemande de Godesberg, le jeune Julian mène une existence plate et sans horizon, refermé dans son monde, sans se rendre compte qu'il étouffe les sentiments amoureux de son amie Ida. Son père, M. Klotz, tente de convaincre son fils de se hâter de se marier avec la jeune fille, mais Julian est inflexible, car il cache un secret pervers : son amour pour les animaux. En fait, dès qu'il a un peu de liberté, Julian se rend dans la porcherie et se livre à des relations sexuelles anales avec les cochons.
La situation familiale s'aggrave encore lorsque Julian tombe dans un état de transe en s'allongeant sur un fauteuil, restant indifférent à tout ce qui se passe autour de lui. Pendant ce temps, deux hommes arrivent à la villa, dont l'un, Guenther, présente M. Klotz à M. Herdhitze, son ancien compagnon d'armes. Herdhitze veut maintenant s'associer avec Klotz. Il refuse, mais il est ensuite contraint de reconsidérer sa décision en raison de la révélation par Guenther des relations scabreuses de Julian avec les porcs.
Pendant ce temps, Julian reprend ses esprits et décide une fois pour toutes d'avoir une discussion claire et précise avec Ida, en lui révélant ses idées sur l'amour, mais sans lui parler de ses pratiques sexuelles. Tandis qu'Ida quitte la villa pour se marier à un autre et que Klotz et Herdhitze montent une société, Julian se rend à la porcherie, où il est dévoré par les porcs. La fin de Julian n'est pas montrée mais racontée dans un dialogue entre Herdhitze et le jardinier de la villa. Et comme il ne reste rien de Julian, Herdhitze exige le silence sur la question.

### Épisode du cannibale

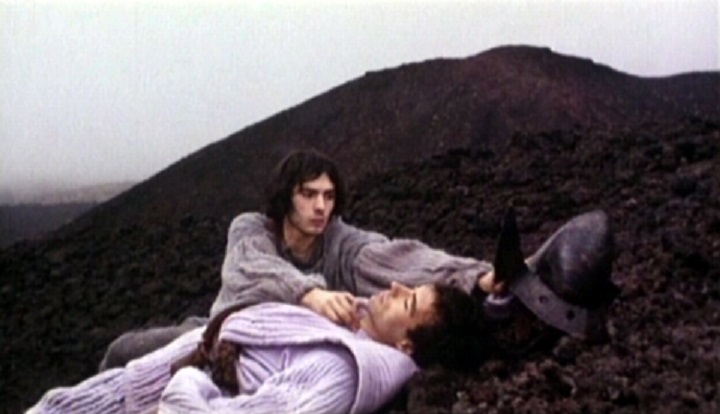
Le jeune cannibale (Pierre Clémenti) et le soldat (Luigi Barbini) sur l'Etna.

L'histoire se déroule dans les années 1500 sur les pentes de l'Etna en Sicile. Un jeune homme erre en mangeant des insectes et des petits animaux (serpents), éprouvant à la fois plaisir et douleur. Il fuit les soldats, craignant d'être vu, et ne s'approche que des cadavres. Bientôt, il ne se satisfait plus de manger de la chair animale. Voyant repasser les soldats, il parvient à en attirer un et à le tuer. Il commence ensuite à le dévorer. Après ce premier acte de cannibalisme, l'homme est rejoint par d'autres comparses, dont des femmes.
Après un nouveau carnage, la nouvelle de leurs méfaits parvient à la ville. Les cannibales se retrouvent encerclés et sont capturés par les soldats. Ils sont jugés, condamnés à mort et attachés à des poteaux sur le sol volcanique et sous le soleil. Alors que cet épisode était jusqu'à présent totalement sans parole, le jeune homme s'écrie devant ses juges : « Moi, j'ai tué mon père, mangé de la chair humaine et frissonné de joie. » Abandonnés à leur sort, les cannibales seront dévorés par des chiens errants.

## Fiche technique
- Titre français : Porcherie
- Titre original : Porcile
- Réalisation : Pier Paolo Pasolini, assisté de Sergio Citti et Fabio Garriba
- Scénario : Pier Paolo Pasolini
- Production : Gian Vittorio Baldi et Gianni Barcelloni
- Musique : Benedetto Ghiglia
- Photographie : Tonino Delli Colli, Armando Nannuzzi et Giuseppe Ruzzolini
- Montage : Nino Baragli
- Costumes : Danilo Donati
- Sociétés de production : Idi Cinematografica, I Film dell'Orso (Rome), Capac (Paris)
- Pays de production :  Italie -  France
- Langue originale : italien
- Format : Couleurs - Mono
- Genre : drame
- Durée : 99 minutes
- Date de sortie :
  - Italie : 30 août 1969
  - France : 10 octobre 1969
- Film interdit aux moins de 16 ans lors de sa sortie en France.

## Distribution

### Épisode de Julian
- Jean-Pierre Léaud (VF : Dominique Collignon-Maurin)[1] : Julian Klotz
- Anne Wiazemsky : Ida
- Alberto Lionello : M. Klotz
- Margarita Lozano : Mme Klotz
  - Laura Betti : voix de Mme Klotz (non créditée)
- Ugo Tognazzi : Herdhitze
- Marco Ferreri : Hans Günther
- Ninetto Davoli : Maracchione

### Épisode des cannibales
- Pierre Clémenti : le jeune cannibale
- Franco Citti : un cannibale
- Ninetto Davoli : Maracchione
- Luigi Barbini : le soldat dans le désert
- Antonino Faà di Bruno : le vieillard dans la scène du jugement

## Accueil critique

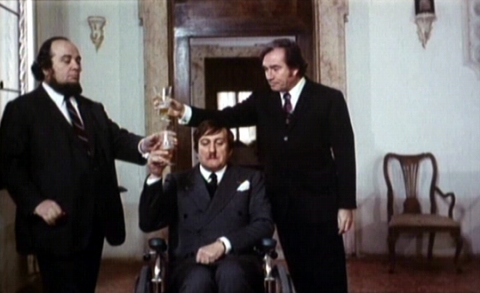
Marco Ferreri, Alberto Lionello et Ugo Tognazzi (épisode de Julian).

Selon le Lexikon des internationalen Films, le film est « un pamphlet allégorique sur la situation de la jeunesse italienne d'après-guerre, qui rappelle Buñuel par son esthétique choc utilisée avec ironie et distance. » Toutefois, pour Wieland Wiegand dans le Frankfurter Allgemeine Zeitung du 2 septembre 1969, « Pasolini s'est réfugié dans un langage visuel sombre, expression conséquente d'un artiste qui se considère comme un voyant. […] Force est de constater que le public fait de plus en plus défaut pour des paroles primaires aussi orphiques, ce terme englobant également une grande partie de la critique et des cinéastes. L'art est une communication. Mais pour Pasolini, il est devenu une conversation avec soi-même. »

En France, Jean de Baroncelli écrit dans Le Monde : 

« Pasolini a pris soin de nous faire savoir que la Porcherie, comme Théorème, était une fable, un conte allégorique. On s'en serait douté. Mais, alors que dans Théorème le récit était relativement simple et qu'on ne pouvait hésiter que sur sa signification profonde, l'ambiguïté pèse sur la Porcherie à tous les niveaux, si bien que c'est sous forme de rébus que se présente le plus souvent ce brûlot provocateur qui se voudrait message de désespoir. »

## Postérité
Le film a inspiré les textes de la chanson Porcherie du groupe Bérurier noir, sortie en 1985.